# Llengües tlapaneques
Les llengües tlapaneques són un grup de llengües de la família lingüística otomang composta pel tlapaneca (Me'phaa) de Guerrero i l'extingida subtiaba de Nicaragua. Són els membres reconeguts més recentment de la família de llengües otomang, relació que ha estat demostrada en 1977 per Jorge Suárez.